# Flight Log: Turbulence
Albums de Got7
Flight Log: Departure
(2016)
Singles
1. Hard Carry
Sortie : 27 septembre 2016

Flight Log: Turbulence est le second album studio du boys band sud-coréen Got7. Il est sorti le 27 septembre 2016 sous JYP Entertainment avec le titre principal "Hard Carry",.

## Liste des pistes
| 1.  | Skyway                | earattack, Defsoul (JB)                     | earattack, LISH, Defsoul (JB), The Kick Sound                           | 3:37 |
| 2.  | 하드캐리 (Hard Carry) | earattack, Yoogeun                          | earattack, LISH, Yoogeun                                                | 3:13 |
| 3.  | Boom x3               | Jackson Wang, BOYTOY, Penomeco              | Jackson Wang, BOYTOY                                                    | 3:31 |
| 4.  | Prove It              | Defsoul (JB)                                | Defsoul (JB), 220, Royal Dive                                           | 2:54 |
| 5.  | 노잼 (No Jam)         | Yugyeom, Mark, Frants, BamBam, Jackson Wang | Yugyeom, Frants, Mark                                                   | 3:34 |
| 6.  | HEY                   | Kim Won, Ars (Youngjae), Oh Hyunjoo         | Kim Won, Ars (Youngjae)                                                 | 3:29 |
| 7.  | Mayday                | Jinyoung                                    | Jinyoung, Distract, Secret Weapon                                       | 3:33 |
| 8.  | My Home               | earattack, Mark                             | earattack, LISH, Mark                                                   | 3:27 |
| 9.  | Who's That            | Jam Factory                                 | Ruwanga Samath, Oscar Doniz, Josiah Rosen, Carlos Battey, Steven Battey | 3:35 |
| 10. | 만약에 (If)           | Primeboi, BamBam, Mark                      | Primeboi, Cash Note                                                     | 3:29 |
| 11. | 아파 (Sick)           | Ars (Youngjae), Mark, Jackson Wang          | Damon Sharpe, Carlos Battey, Gregg Pagani                               | 4:17 |
| 12. | 니꿈꿔 (Dreamin')     | earattack, Defsoul (JB), BamBam             | earattack, Defsoul (JB)                                                 | 3:08 |
| 13. | Let Me                | earattack, Mark, Yoogeun                    | earattack, LISH, Mark                                                   | 3:21 |

## Classements
| Classement                            | Meilleure position |
| ------------------------------------- | ------------------ |
| Belgian Albums (Ultratop Flanders)    | 178                |
| French Albums (SNEP)                  | 136                |
| New Zealand Heatseekers Albums (RMNZ) | 6                  |
| US Top Heatseekers Albums (Billboard) | 7                  |
| US World Albums (Billboard)           | 1                  |

## Ventes
| Année | Ventes physiques de Gaon |
| ----- | ------------------------ |
| 2016  | plus de 107 732          |